# St. Sebastian (Brünn)

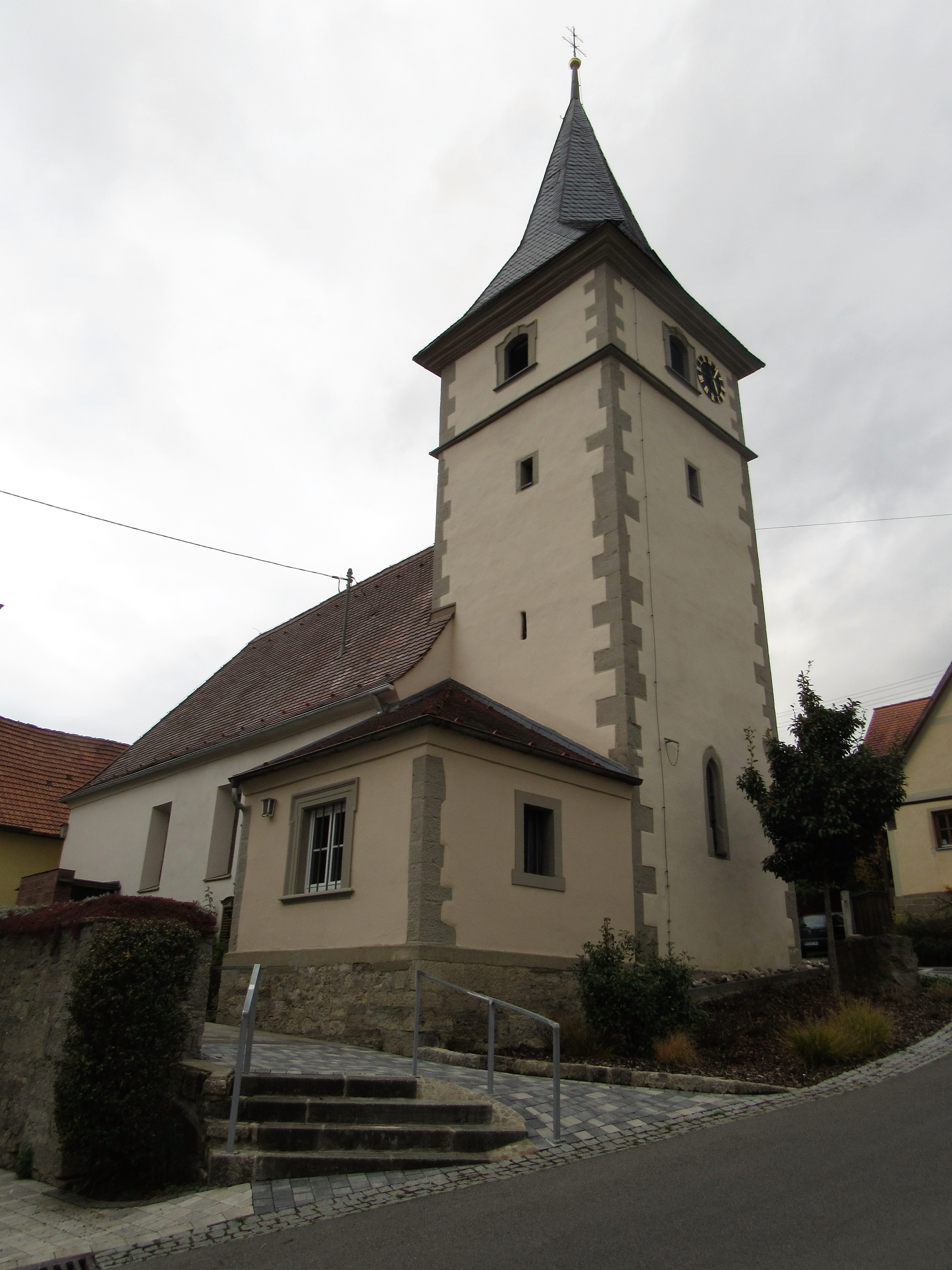
Kirche St. Sebastian in Brünn

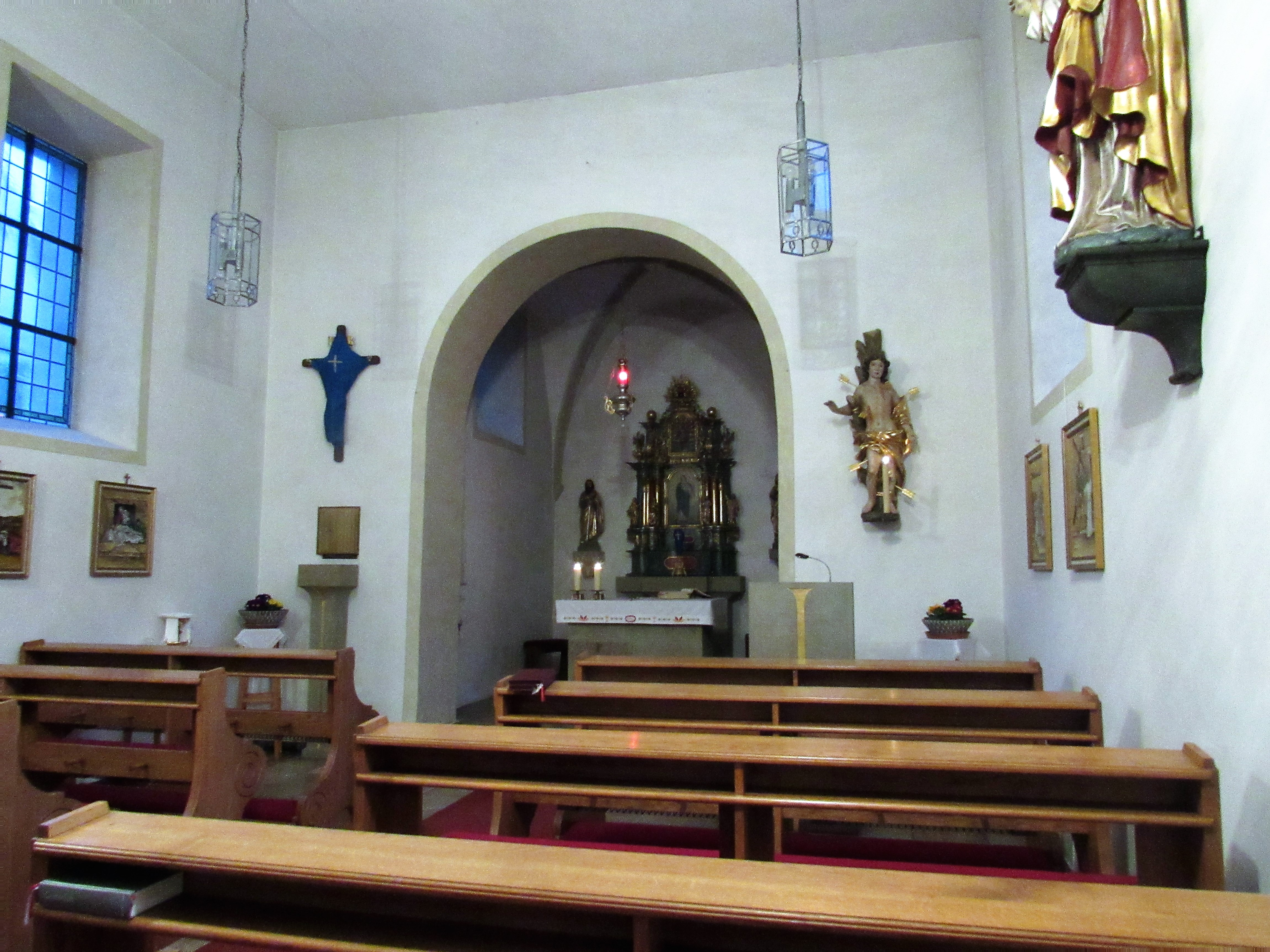
Inneres der Kirche

Die römisch-katholische Filialkirche St. Sebastian ist die Dorfkirche von Brünn, einem Stadtteil von Münnerstadt im bayerischen Landkreis Bad Kissingen. Sie gehört zu den Baudenkmälern von Münnerstadt und ist unter der Nummer D-6-72-135-110 in der Bayerischen Denkmalliste registriert.

## Geschichte
Brünn war früher eine Filiale von Wermerichshausen und gehört heute zur Pfarrei Münnerstadt. Die Kirche wurde am Ende
des 14. Jahrhunderts errichtet. Das Langhaus wurde im Jahr 1957 erweitert. 1958 erhielt die Kirche drei neue Glocken.

## Beschreibung
Der Kirchturm mit spitzem Helm steht als Chorturm im Osten. Der Chorraum im Untergeschoss besitzt ein Kreuzrippengewölbe.
Das flachgedeckte Langhaus weist drei Fensterachsen auf. Ein runder Chorbogen trennt es vom Chorraum.

## Ausstattung
Der Aufsatz des Hochaltars stammt aus der Klosterkirche Bildhausen. Er wurde um das Jahr 1740 angefertigt. Rechts vom Chorbogen ist eine Figur des Kirchenpatrons Sebastian angebracht. Die Orgel ist ein Werk des Orgelbauers Johann Kirchner aus Euerdorf. Sie wurde im 19. Jahrhundert eingebaut.